# Cattedrale di Brindisi
Il duomo di Brindisi, ufficialmente pontificia basilica cattedrale di Brindisi o duomo di Brindisi o basilica della Visitazione e San Giovanni Battista, fu consacrata dal papa Urbano II nel 1089 e completata nel 1143. Ha la dignità di basilica minore.

## Storia

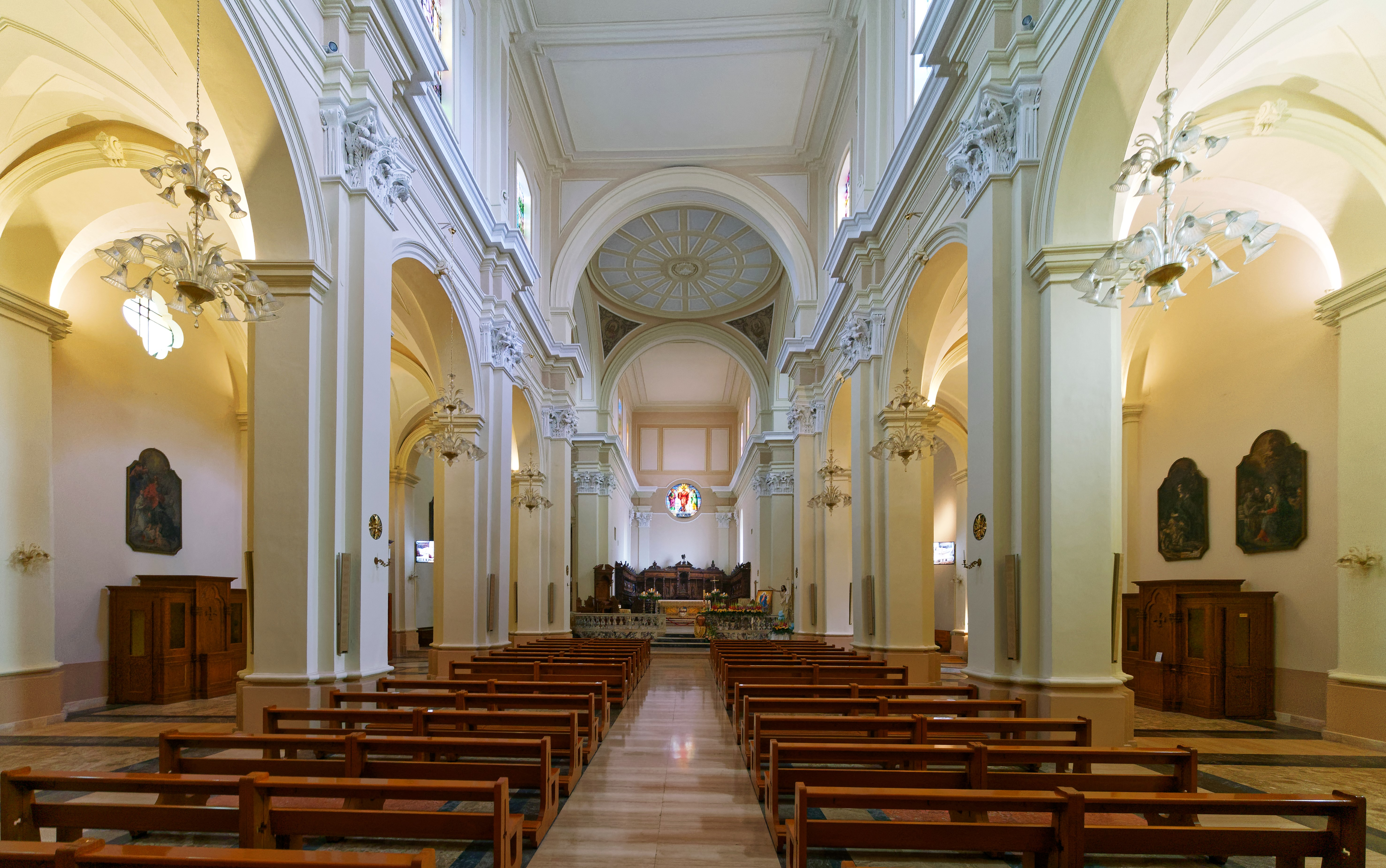
L'interno

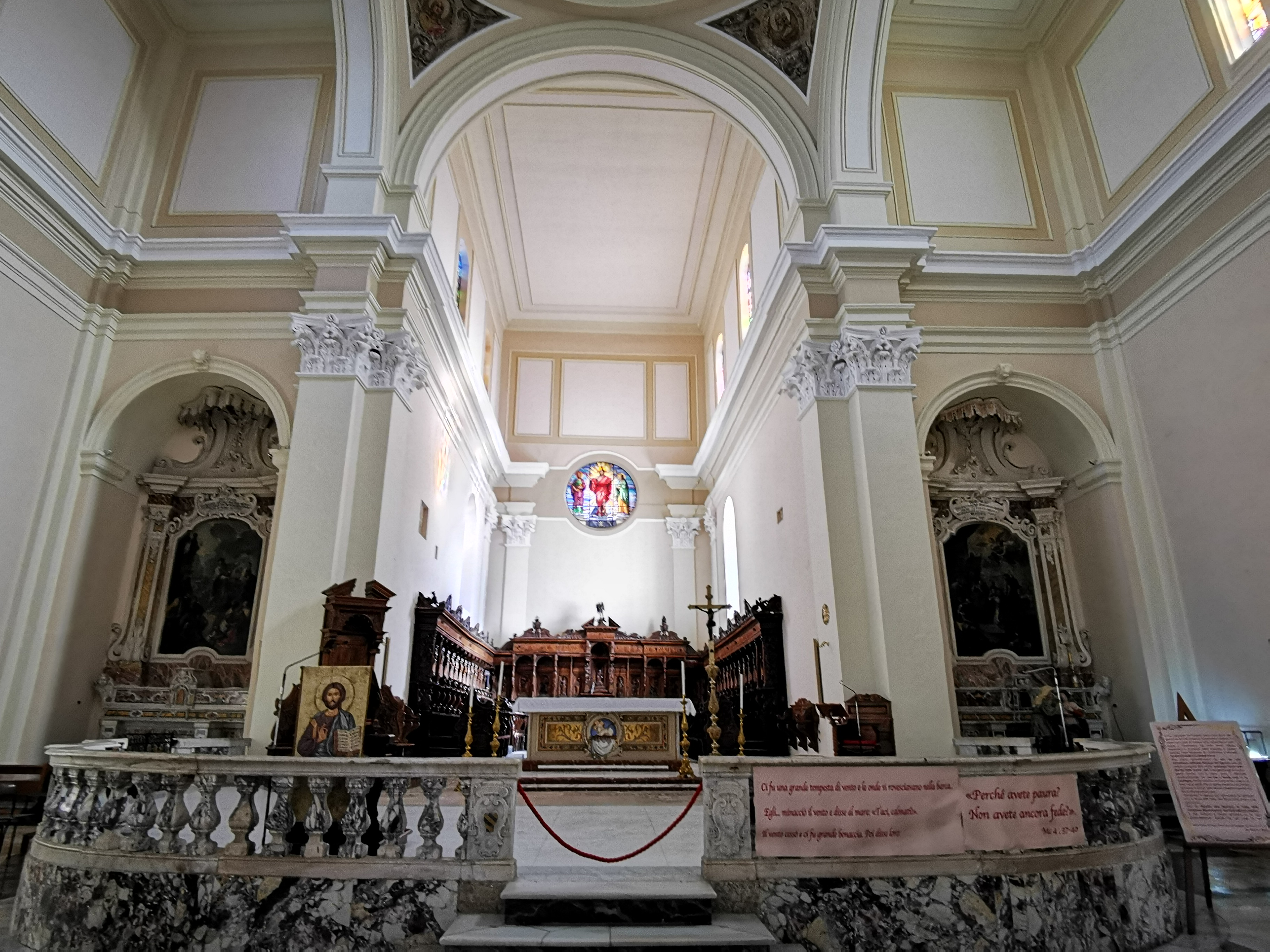
Altare e presbiterio

La cattedrale fu pesantemente danneggiata dal terremoto del 1743 e ricostruita tre anni dopo, in seguito è stata sottoposta a numerosi restauri. Dell'impianto romanico (eretto nel periodo normanno tra il 1089 e il 1143) è rimasta la planimetria basilicale, simile a quello della basilica di San Nicola di Bari: tre navate senza transetto; insieme ad un cornicione sostenuto da teste di elefanti sull'abside destra e frammenti di mosaico pavimentale. Nell'Itinerario di Giovanni e Anselmo Adorno (1470) e in altri testi locali viene citata la presenza di un vaso, ritenuto una delle sei idrie delle nozze di Cana (menzionate dal vangelo di Giovanni), portato a Brindisi dai crociati. Girano fatti anche attorno alle reliquie di San Teodoro d'Amasea, vedendo l'approdo forzato della nave che le trasportava in età federiciana come volontà del santo. L'approdo a Brindisi è raffigurato anche nella straordinaria arca del reliquiario, in parte opera di oreficeria dalmata del XIII secolo.
La posizione odierna della facciata della chiesa è la stessa di quella originaria: tripartita verticalmente in fasce corrispondenti alle varie navate. 
Negli anni venti fu completata la facciata con un timpano, sostituito poi nel 1957 da statue di san Teodoro, san Lorenzo, san Leucio d'Alessandria e San Pio X, sostituite a loro volta con l'ultimo restauro nel 2007 con altrettante statue in pietra leccese, di colore chiaro, di altezza 2,90 m che rappresentano san Leucio, san Teodoro di Amasea, san Lorenzo da Brindisi e san Giustino de Jacobis. 
Negli interni si possono trovare frammenti del pavimento musivo del 1178, che mostra figure e stilemi affini al coevo (1163-65) mosaico di Otranto del presbitero Pantaleone, il coro in legno del 1594 realizzato da intagliatori locali, il fonte battesimale del XVI secolo e alcune tele settecentesche. Nella cappella dedicata a san Teodoro d'Amasea, patrono della città di Brindisi assieme a san Lorenzo, sono custodite le spoglie mortali del martire. Il 6 gennaio 2010, per volontà dell'arcivescovo di Brindisi-Ostuni Rocco Talucci, alla cappella di san Teodoro è stato attribuito il titolo di "ecumenica", quale luogo privilegiato di preghiera per cattolici e ortodossi.
Accanto alla cattedrale, si innalza il campanile, ultimato nel 1795 e dall'altra parte l'episcopio ed il palazzo del Seminario, costruito nel XVIII secolo utilizzando materiali della distrutta basilica di San Leucio.
La basilica ha subito dei lavori di restauro ed è stata riaperta al culto il 18 novembre 2007 alla presenza del cardinale Tarcisio Bertone, segretario di Stato vaticano.
All'interno della cattedrale si trovano un organo, situato in controfacciata su struttura lignea, costruito negli anni 70 dalla ditta Fratelli Ruffatti di Padova. Nel 2021 sono iniziati i lavori di restauro dello strumento.
La basilica è stata chiusa per lavori di restauro iniziati nel Gennaio del 2019, e riaperta in occasione del Corpus Domini il 23 Giugno del 2019

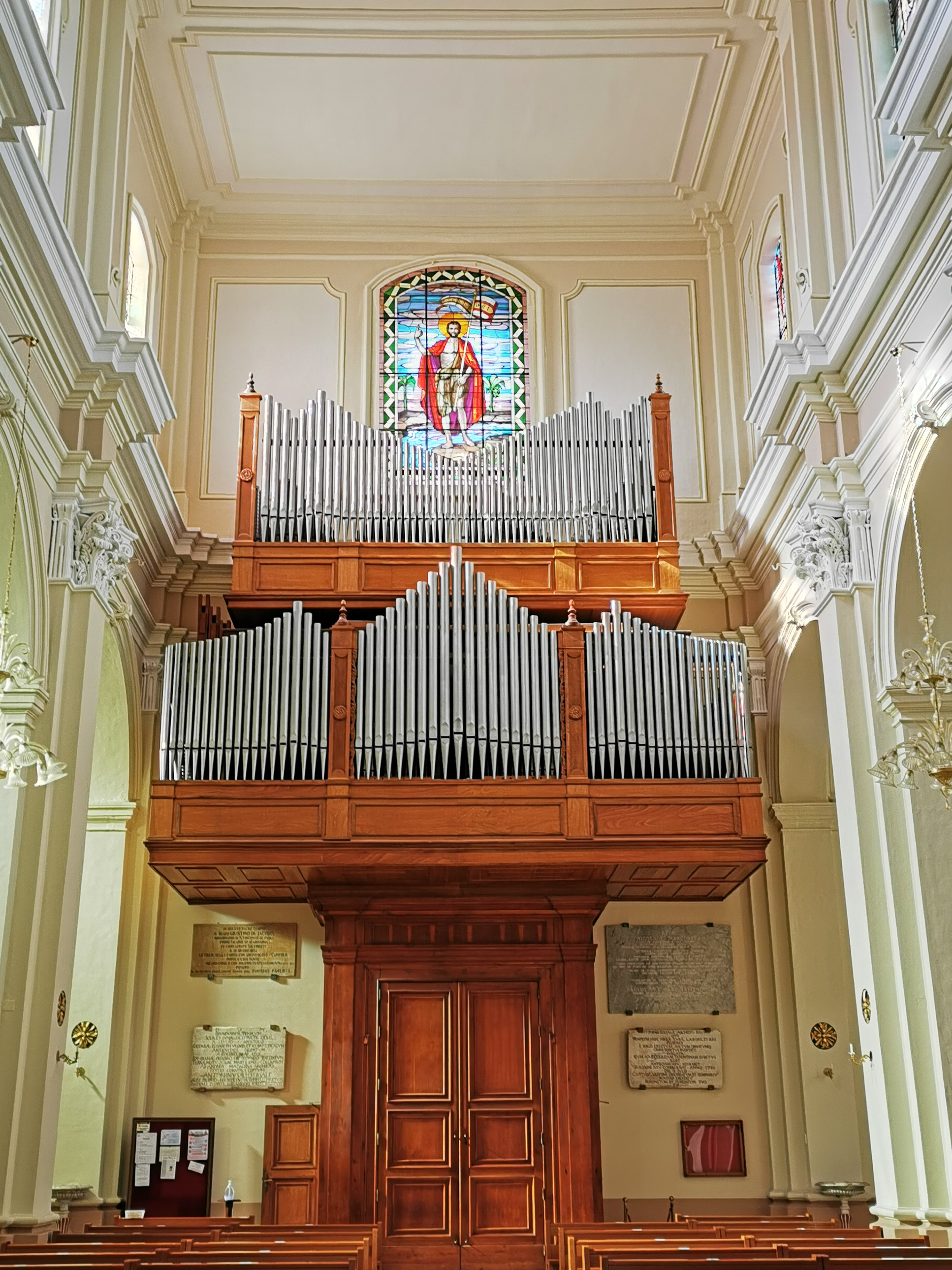
L'organo.
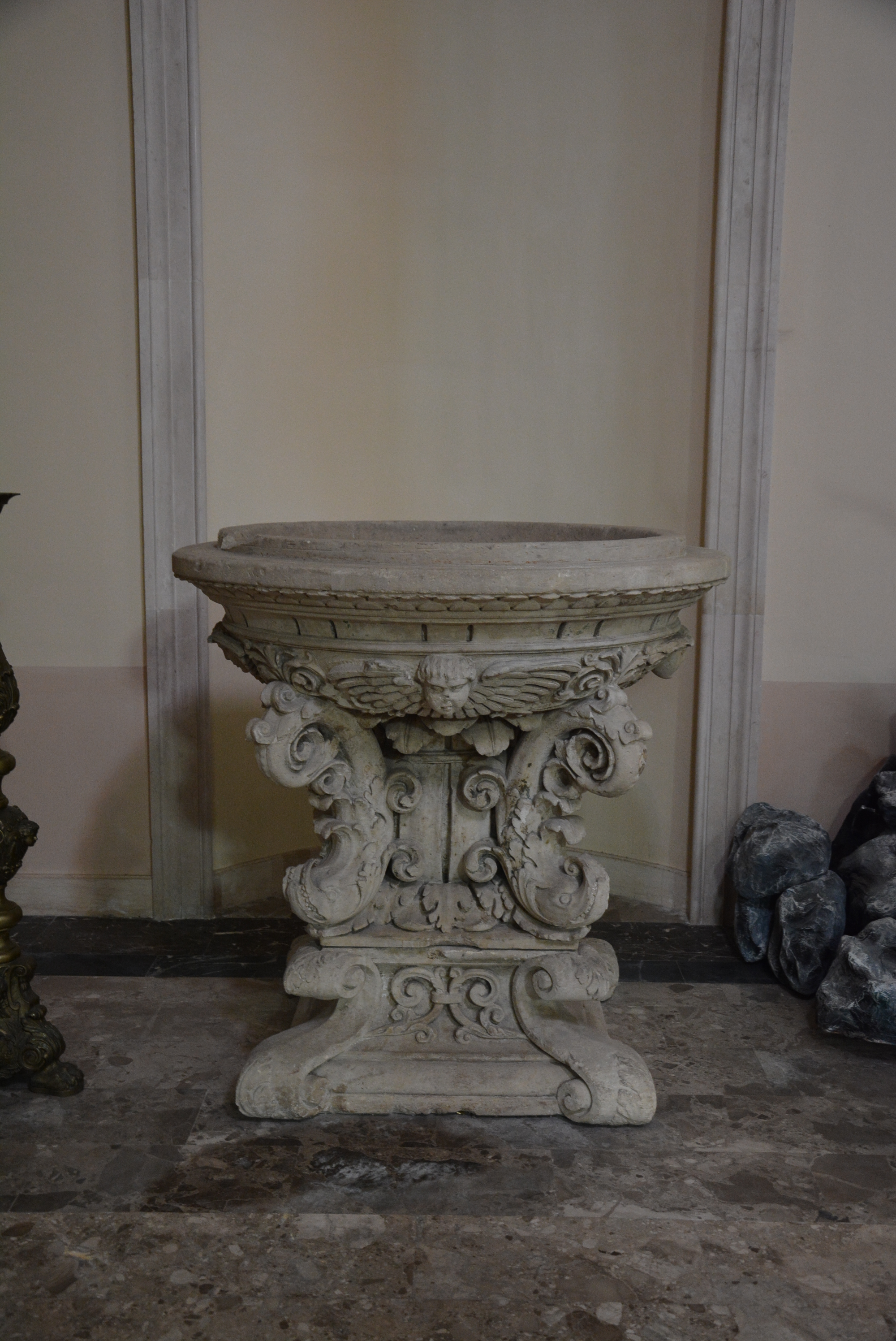
Fonte battesimale.
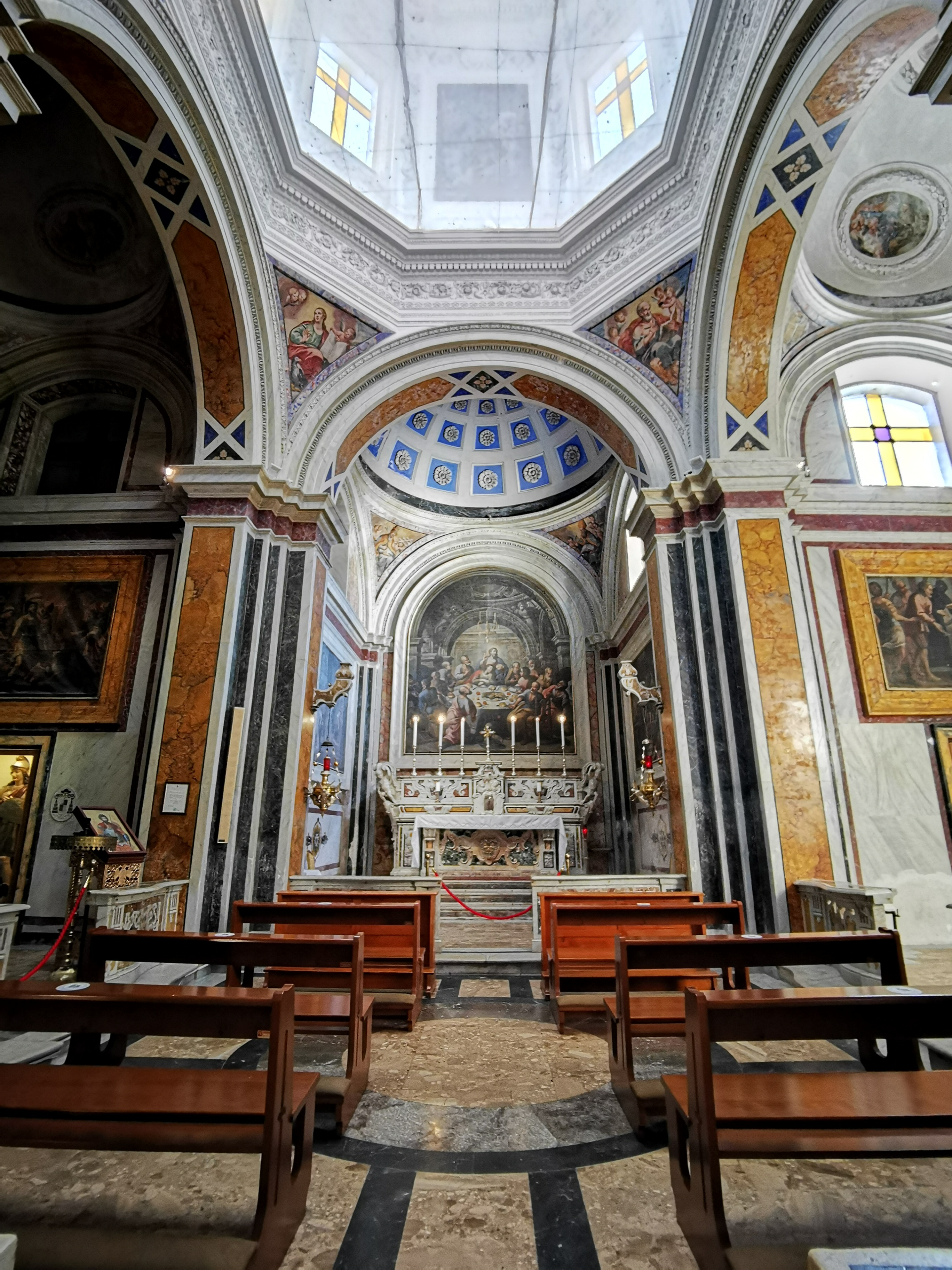
Cappella laterale. Sulla sinistra la cappella ecumenica a san Teodoro
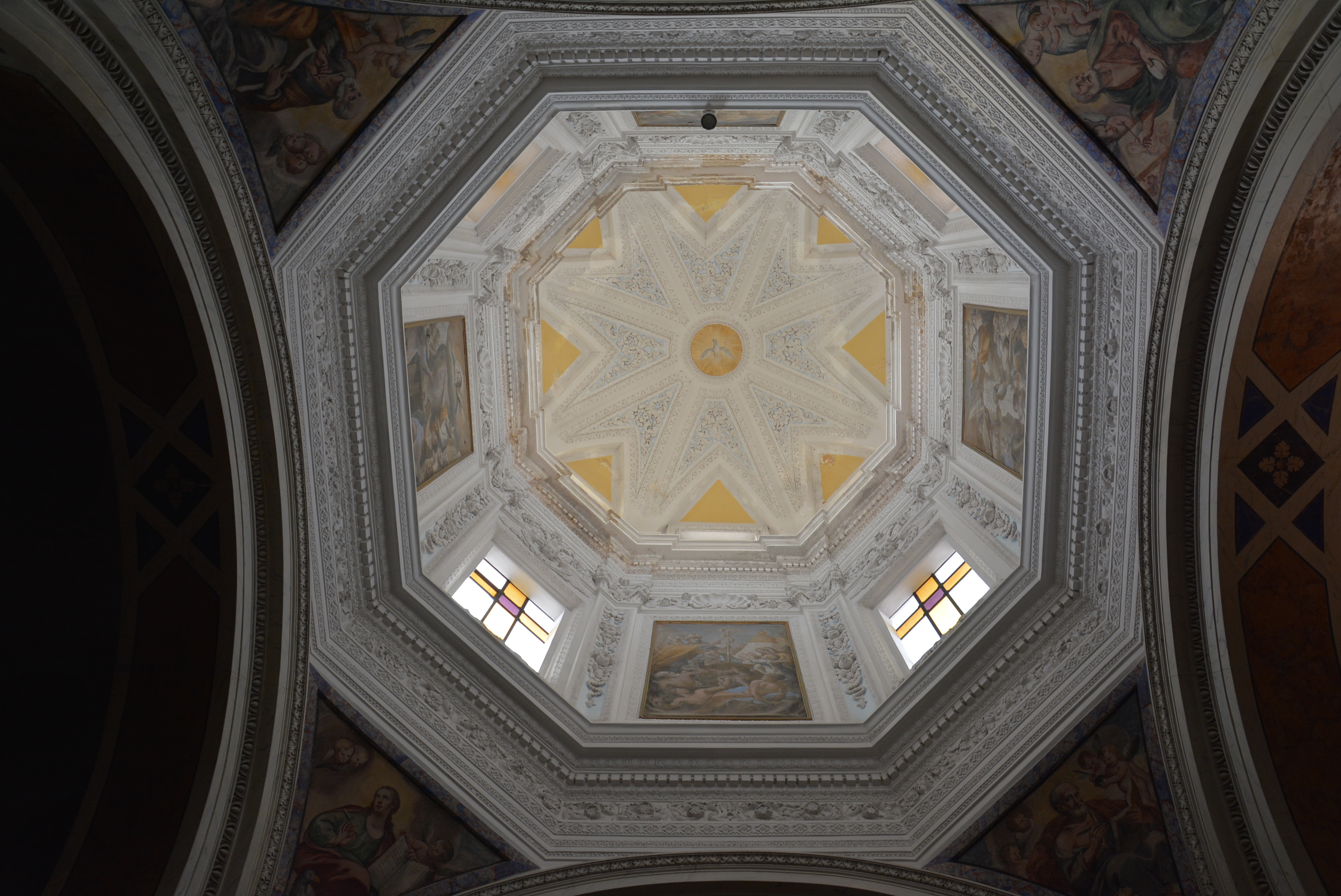
Cupola della cappella.

## Eventi importanti

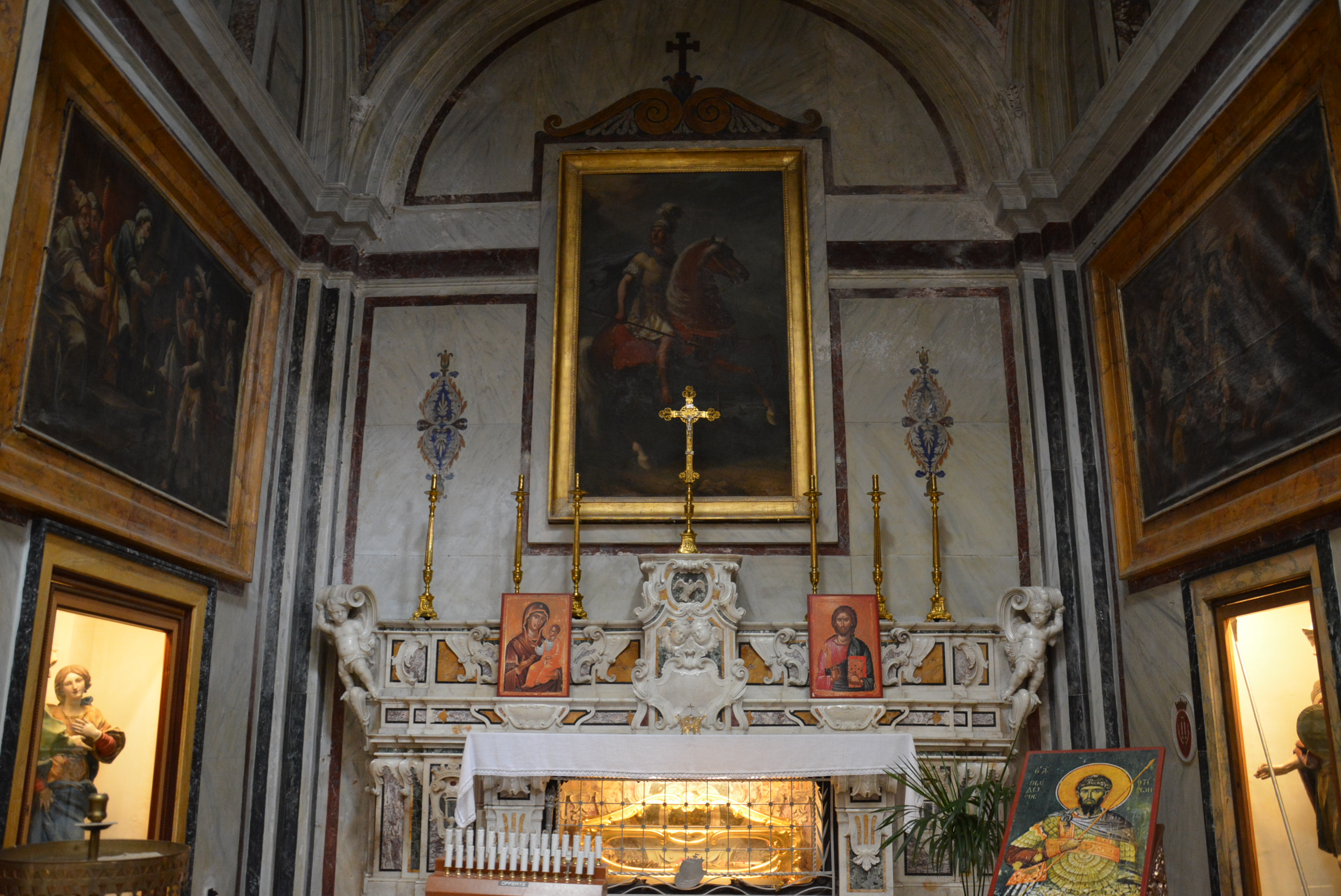
La cappella ecumenica in cui riposano le spoglie mortali di san Teodoro d'Amasea

- Nel 1193 vi fu incoronato re di Sicilia Ruggero, figlio di Tancredi, primo fra i sovrani Normanni a salire al trono fuori da Palermo: nello stesso anno in questa stessa chiesa convolò a nozze con Irene, figlia di Isacco II Angelo, imperatore di Costantinopoli.
- Il 9 novembre del 1225 l'imperatore Federico II sposò Jolanda di Brienne regina di Gerusalemme, all'epoca solo quattordicenne[3].
- Il 10 luglio 1867 papa Pio IX l'ha elevata al rango di basilica minore[4].
- Il 15 giugno 2008 papa Benedetto XVI ha visitato la cattedrale di Brindisi, incontrando il clero, i diaconi e i seminaristi dell'arcidiocesi di Brindisi-Ostuni.

## Centro studi teodoriani
Il Centro studi teodoriani è un'istituzione permanente che promuove, con metodo scientifico, lo studio e la conoscenza della figura di san Teodoro d'Amasea, la cui venerazione è diffusa in modo capillare dall'Oriente all'Occidente.
L'Associazione ha sede in Brindisi presso la cattedrale in piazza Duomo, dove, da circa ottocento anni, riposano le spoglie mortali del martire Teodoro d'Amasea.
Il Centro studi teodoriani persegue i seguenti scopi: promuovere, coordinare e attuare ricerche e studi sulla figura di san Teodoro d'Amasea (dalla storia all'agiografia, dall'arte/letteratura alla liturgia, dalla musica alle tradizioni popolari e al folklore); organizzare incontri di carattere scientifico, quali convegni, seminari, giornate di studio, mostre, concorsi; costituire un archivio iconografico e una biblioteca specializzata sul santo; sviluppare scambi culturali con altre istituzioni a livello nazionale e internazionale, con le università, le accademie, i musei pubblici e privati, le gallerie; promuovere la collaborazione fra studiosi; promuovere e favorire l'ecumenismo.